# One By One, The Wicked Fall
Albums de Warbringer
Born of the Ruins (démo)
(2005) War Without End
(2008)
One By One, The Wicked Fall est un EP du groupe de thrash metal Américain Warbringer. L'album est sorti le 26 septembre 2006 en autoproduction.

## Composition
- John Kevill : Chant
- Andy Laux : Basse
- John Laux : Guitare
- Adam Carroll : Guitare
- Ryan Bates : Batterie

## Liste des morceaux
1. Total War - 04:15
2. Shoot To Kill - 03:10
3. Hell On Earth - 03:23
4. Road Warrior - 03:48
5. Beneath The Waves - 03:43
6. Born Of The Ruins - 3:42